# Gerhard Kramer (Nachrichtentechniker)
Gerhard Kramer (* 8. April 1970 in Winnipeg, Kanada) ist ein deutscher Nachrichtentechniker und Professor an der Fakultät für Elektrotechnik und Informationstechnik der Technischen Universität München.

## Leben
Kramer studierte Elektrotechnik an der University of Manitoba in Kanada und promovierte 1998 an der ETH Zürich. Im Anschluss arbeitete er unter anderem bei Alcatel-Lucent und wurde 2009 Professor an der University of Southern California (USC) in Los Angeles. Seit 2010 ist er Alexander von Humboldt-Professor am Lehrstuhl für Nachrichtentechnik an der TU München und seit 2019 Geschäftsführender Vizepräsident für Forschung und Innovation.

## Wissenschaftliches Werk
Kramer forscht auf den Gebieten der Nachrichtentechnik und Informationstheorie. Dabei liegt der Schwerpunkt auf drahtlosen und Glasfaser-Übertragungskanälen.

## Auszeichnungen
- 2010: Alexander von Humboldt-Professur[4]
- 2010: IEEE Fellow[5]
- 2021: Aaron D. Wyner Distinguished Service Award der IEEE Information Theory Society[6]